# Adobe Photoshop Elements

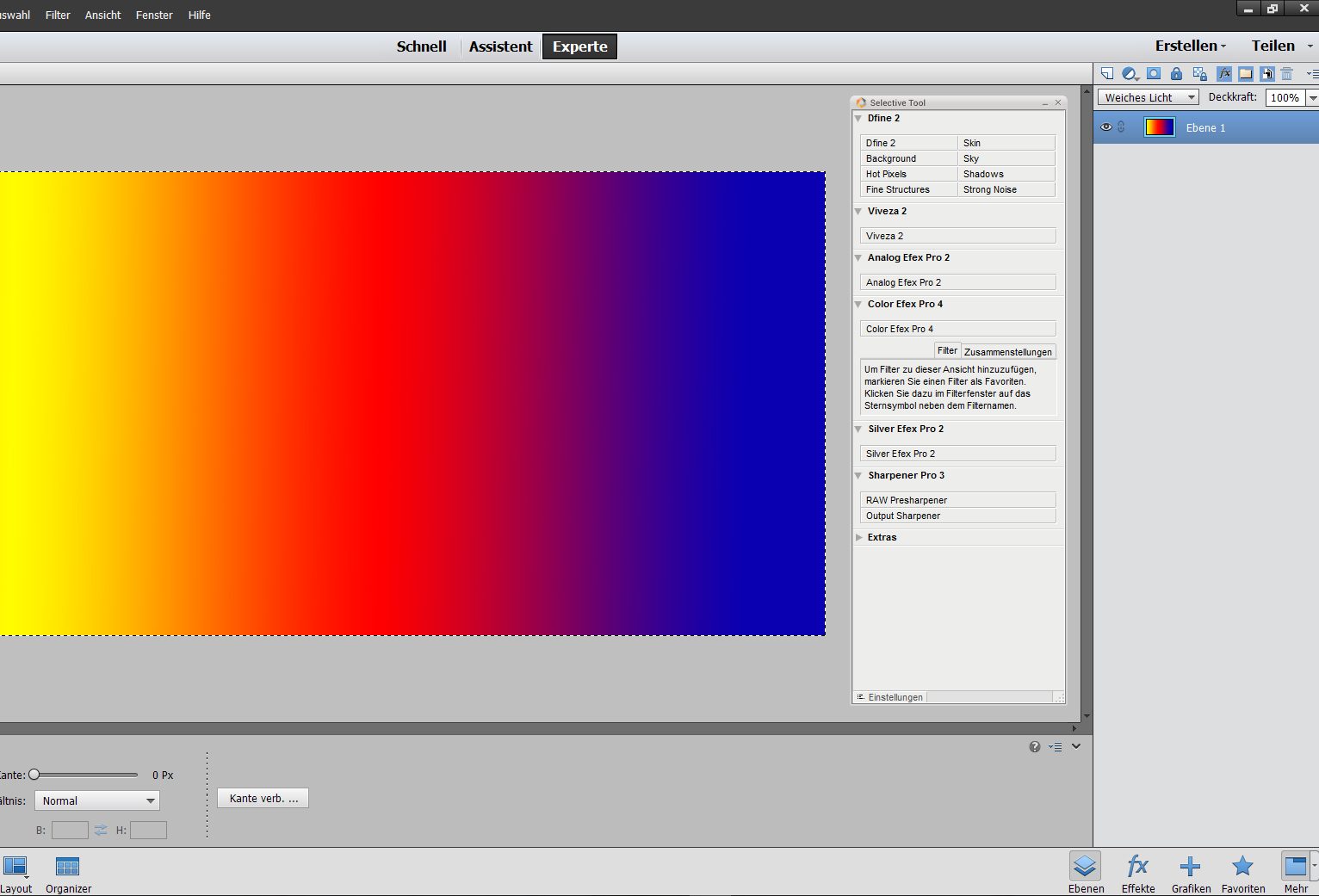
Dateiansicht Photoshop Elements

Adobe Photoshop Elements ist ein Bildbearbeitungsprogramm für Pixelgrafiken des US-amerikanischen Softwarehauses Adobe Inc., das speziell für den Heimanwenderbereich zugeschnitten ist.

## Programmbeschreibung
Photoshop Elements ist eine im Funktionsumfang reduzierte Variante von Adobe Photoshop, von dem viele Funktionen, Menüpunkte und Werkzeuge übernommen wurden. Diese Funktionen sind über den Experten-Modus abrufbar und somit ist eine manuelle Bildbearbeitung möglich. Des Weiteren stellt Photoshop Elements den Benutzern auch einen Schnell- und Assistenten-Modus zur Verfügung. Im Schnell-Modus kann in Fotos die Belichtung, die Beleuchtung, die Farbe, die Farbbalance und die Schärfe ohne weitere Kenntnisse der Materie einfach mit Schiebereglern angepasst werden. Im Assistenten-Modus können Retuschen, Foto- und Kameraeffekte mit Hilfe eines Assistenten durchgeführt werden, der den Anwender durch die Bearbeitung führt. Sämtliche Änderungen in den beiden letztgenannten Programmpunkten können im Experten-Modus weiter bearbeitet und verfeinert werden.
Neben der Bildbearbeitung ist in das Programm auch eine Bilderverwaltung, der Elements-Organizer, integriert. Mit diesem können Mediendaten in Katalogen, Alben und Ordnern verwaltet werden.
In der Version 2025 wurde die Nutzbarkeit erstmalig auf 3 Jahre beschränkt.

## Erweiterungen
Photoshop CC hat viele Funktionen, die in Photoshop Elements nicht verfügbar sind. Durch Drittanbieter können viele Funktionen in Photoshop Elements verfügbar gemacht werden, die sonst dem Benutzer nur in Photoshop angeboten werden. Durch die Funktionserhöhungen verringert sich die Kluft zwischen beiden Programmen, so dass auch ambitionierte Bildbearbeiter professionelle Werkzeuge zur Verfügung gestellt bekommen. Folgende Erweiterungen stehen zur Verfügung:
- Elements XXL 10.01[5] (Fa. The Plugin Site, Harald Heim)
- Adjust Shop 1.06[6] (Fa. The Plugin Site, Harald Heim)
- Elements+ 2020[7] (Andrei Doubrovski)
- SmartCurve V2.2[8] (Alois Zingl)

## Versionen
| Legende: | Ältere Version; nicht mehr unterstützt | Ältere Version; noch unterstützt | Aktuelle Version | Aktuelle Vorabversion | Zukünftige Version |

| Version | Veröffentlichung   | Neuerungen |
| ------- | ------------------ | --- |
| 1       | April 2001         | |
| 2       | August 2002        | - „Quickfix“-Funktion |
| 3       | Oktober 2004       | - Vergleichsmodus, Originalbild mit dem bearbeiteten Bild - Heilungs-Pinsel - Histogramm - dynamische Diashows |
| 4       | Oktober 2005       | - Automatische Behebung des Rote-Augen-Effekts schon beim Überspielen von Fotos - Zusammenstellung unterhaltsamer Diashows für Familie und Freunde (mit Schwenk- und Zoom-Effekten, Begleitkommentaren, Cliparts, musikalischer Untermalung etc.) - Spezialwerkzeuge zur einfachen Isolierung von Objekten vom Hintergrund – selbst in stark strukturierten Bildbereichen - Rasche Korrekturen an Bildern (Helligkeit, Kontrast, Bildschärfe) mit Hilfe von Schiebereglern - Automatische Gesichtserkennung - Foto-Downloader lädt Dateien sofort von angeschlossenen Digitalkameras oder Mobiltelefonen herunter, selbst wenn Photoshop Elements noch nicht gestartet wurde - Vollbildmodus - Berichtigung von Störungen oder JPEG-Kompressions-Artefakte - Aus einer einfachen E-Mail eine ansprechende Foto-Mail mit zusätzlichen Optionen für Bildunterschriften machen - Foto-Browser mit Suchmöglichkeiten |
| 5       | Oktober 2006       | - Photomerge-Funktionen wurde eingeführt (mit Panoramafunktion) - Schneller Einstieg mit flexiblen Layout-Optionen - Einfacher Versand von Fotos mit Hilfe integrierter Fotodienste - Unterstützung für verschiedene Ausgabegeräte - Aufnahmen und Video-Clips effizient auffinden und anzeigen - Einfaches, flexibles Kategorisieren und Anzeigen - Übersichtliche Fotosammlungen |
| 6       | Oktober 2007       | - Komplette Überarbeitung der Oberfläche - Bearbeitungsmodi Voll und Schnell wurde aufgeräumt und in übersichtliche Registerkarten eingeordnet - Neu eingeführt wurde der Modus Assistent - Photomerge-Funktionen Gruppenbild und Gesichter wurde hinzugefügt - Funktion Schellauswahl und Kante verbessern wurde eingeführt - In Schwarzweiß konvertieren; auch einzelne Farbkanäle können angepasst werden - Automatische Korrektur von Farbe, Tonwert, Kontrast, Schärfe oder Roten Augen können im Organizer vorgenommen werden |
| 7       | Oktober 2008       | - Einführung des Smartpinsels - Der Action Player ermöglicht vordefinierte Aktionen, die mehrere Einzelschritte beinhalten, auf ein Bild anzuwenden - Online-Fotoalbum über Photoshop.com - Die Photomerge-Funktion wurde um die Szenenbereinigung erweitert |
| 8       | September 2009     | - Pinselgrößen können mit der Maus angepasst werden - Neu-Zusammensetzen-Werkzeug wird eingeführt - Bildfenster können über den Programmrand hinaus bewegt werden; somit können Besitzer von zwei Monitoren profitieren - Einstellungsebenen können in einem extra Tab unterhalb des Ebenenstapels angepasst werden - Neu ist die Photomerge-Funktion Belichtung - Tags oder Schlüsselwörter für Bilder im Organizer können zu sogenannten Tag-Clouds zusammengefasst werden - Ergänzung der Schlüsselwortfunktion durch eine automatische Erkennung |
| 9       | September 2010     | - Einführung der Ebenenmasken - Verbesserte Panorama-Funktion; Diese erkennt Freiflächen nun selbständig und versucht sie intelligent mit Bildmaterial aufzufüllen - Bereichsreparaturpinsel nun mit der Option „Inhaltssensitiv“ - Bearbeitungsassistent erhält fünf neue programmgeführte Effekte: Lomo-Effekt, Perfektes Porträt-Effekt, Out-of-Bounds Effekt, Pop-Art-Effekt und die Spiegelung - Organizer kann nun auch Videos verwalten |
| 10      | 20. September 2011 | - Änderungen am Textwerkzeug sowie neuer Effekte für das Smartpinsel-Werkzeug - Hilfslinien im Freistellungswerkzeug - Smartpinsel erhält 30 neue Effekte - Schriftzüge können an Objekten und Formen ausgerichtet werden - Suche im Organizer nach Bilder ähnlicher Form und Farbe |
| 11      | 25. September 2012 | - Neue Benutzeroberfläche - neue Zeichenfilter: „Comic“, „Comicroman“ und „Füller und Tinte“ - Organizerfunktion wurde dahingehend verbessert, dass man sich alle Fotos und Videos zu einer bestimmten Person, einem bestimmten Ort oder einem bestimmten Ereignis anzeigen lassen kann - Im Editor mit Assistenz stehen einem neue Optionen zur Verfügung, die einen Schritt für Schritt durch die Erzeugung neuer Effekte führen - Collagen und das Freistellen von Bildteilen geht in dieser Version einfacher - Einführung von Aufnahmeort-Tags; es lässt sich auf einer Landkarte nachvollziehen, wo die Fotos oder Videos aufgenommen wurden - Vorlagen für Einladungskarten, Kalender und Fotobücher |
| 12      | 23. September 2013 | - Einführung der Reiter „Schnell“, „Assistent“ und „Experte“ um verschiedene Möglichkeiten nach dem persönlichen Kenntnisstand der Bildoptimierungen zu nutzen - „Content Aware Move“-Funktion; Damit können Sie einzelne Bildelemente markieren und innerhalb des Bildes verschieben, die Software füllt den Hintergrund automatisch - „Rote-Augen-Korrektur“ für Tieraugen - Schiefe Aufnahmen können einfach gerade gerückt werden, indem eine Linie gezogen wird, an der das Bild dann ausgerichtet wird - Neue Effekte: „Zoom Burst“, welcher Bewegung ins Bild bringt und „Photo Puzzle“, welcher ein Bild in Puzzleteile unterteilt - Restaurieren-Funktion - Intelligente Farbkorrektur; * In der Mitte des Bildes erscheint ein Regler, der einfach in eine der vier Bildschirmecken gezogen wird und somit die Helligkeit oder Sättigung anpasst                                                       |
| 13      | 13. September 2014 | - Automatische Wahl des Bildausschnitts aus vier Vorschlägen - Fünf Variationen ausgewählter Effekte - Photomerge-Technologie für kreative Montagen; individuelle Änderungen an einer Auswahl - Abstimmung von Profil- und Titelbild für Facebook* und Präsentation von Fotos in Dia-Shows mit zahlreichen Effekten |
| 14      | 25. September 2015 | - Verringerung von Kamerabewegungen – für Selfies und andere Aufnahmen ohne Stativ - Entfernung von Dunst – für gestochen scharfe Landschaftsaufnahmen - Analyse des Bilds und Auswahl aus fünf verschiedenen Looks - Freistellen von komplexen Details wie Haaren oder Fell |
| 15      | 4. Oktober 2016    | - Filtern von Fotos anhand einer Kombination von Kriterien wie Personen, Orten, Ereignissen oder Lieblingsmotiven - Intelligentes Foto-Tagging basierend auf dem Motiv, z. B. Sonnenuntergang, Geburtstagsfeier, Katze oder Hund - Einfache Verwaltung und Schnellkorrektur von Fotos auf Touchscreens - Veränderung des Gesichtsausdrucks abgebildeter Personen - Bearbeitung mehrerer Fotos in einem Arbeitsgang - Vereinfachte Filtergalerie für neue Looks und kreative Ideen - 45 integrierte Schritt-für-Schritt-Anleitungen, z. B. zur Umwandlung von Fotos in Text, Anwendung mehrerer Effekte auf ein Bild und Erstellung individueller Rahmen |
| 2018    | 4. Oktober 2017    | - Automatische Zusammenstellung der besten Fotos mehrerer Aufnahmen - Korrektur mehrerer Fotos - Filtern nach Personen/Orten/Ereignissen - Individualisierbare Rahmen - Mehrere neue Effekte (z. B. künstlerische Überlagerungseffekte, Aquarelleffekt, Doppelbelichtung, Maleffekte) |
| 2019    | 4. Oktober 2018    | - Neu gestalteter Startbildschirm (auf Basis von Adobe Sensei werden Vorschläge vom Programm gemacht) - Text aus mehreren Fotos - Partielle Skizze - Meme-Erstellung - Text- und Rahmenüberlagerung |
| 2020    | 4. Oktober 2019    | - Neue automatische Fotoeffekte (z. B. Musterpinsel, Schwarzweiß-Auswahl, Malerisch und Feldtiefe) - Automatische Kolorierung von Fotos - Motivauswahl auf Fotos per Mausklick - Haut glätten - Entfernen von Objekten - Neue Musterpinsel |
| 2021    | 8. Oktober 2020    | - Neue Filter und Fotoeffekte - Bewegung in statischen Bildern erzeugen - Zitatgrafiken einfügen - „Himmel-ersetzen“-Funktion - Duotone-Effekte erzeugen - Gesichtsneigung optimieren - Automatische Kolorierung von Fotos - Anpassung von Gesichtsmerkmalen |
| 2022    | 7. Oktober 2021    | - Transformation von Fotos mit Effekten, die von berühmten Kunstwerken oder angesagten Kunststilen inspiriert sind - Einfügung animierter Überlagerungen - Fotos an jede Form anpassen - Tierfotos perfektionieren - Fotohintergrund erweitern - Neue Stile für Dia-Shows entdecken |
| 2023    | 4. Oktober 2022    | - Bildelemente können in Bewegung gesetzt werden - Peek-Through-Überlagerungen sind möglich |